# Майлз, Вера
Вера Джун Майлз (англ. Vera  June Miles; при рождении Ралстон (англ. Ralston); род. 23 августа 1929, Бойсе-Сити, Оклахома) — американская актриса.

## Карьера
В 1948 году Вера Майлз стала победительницей конкурса «Мисс Канзас». После нескольких незначительных ролей в кино и на телевидении она появилась у Джона Форда в вестерне «Искатели» (1956). После этого её заметил Альфред Хичкок и предложил роли в нескольких своих фильмах, среди которых «Не тот человек» (1956) и «Психо» (1960). Она также играла в эпизоде «Месть» его телешоу «Альфред Хичкок представляет». В интервью для журнала «Лук» Хичкок, обычно более сдержанный, говорил:

— «Работая с Верой, я чувствовал то же, что в работе с Грейс. У неё есть стиль и ум, и у неё есть способность к сдержанности».

Хичкок посылал ей букеты чёрных роз и письма, написанные якобы поклонником-маньяком. Их отношения несколько испортились после того как она отказалась сняться в его фильме «Головокружение». Сама Майлз ни о чём не жалела, приняв это по философски:

— «Хичкок получил свой фильм, а я — сына».

Актриса продолжала свою карьеру в кино и на телевидении до 1995 года, после чего окончательно отошла от съёмок.

## Личная жизнь
Первым мужем Веры Майлз был Боб Майлз, с которым они состояли в браке с 1948 по 1954 год, у них родились две дочери. С 1955 по 1959 год была замужем за актёром Гордоном Скоттом, у них родился сын. Её третьим мужем был актёр Кит Ларсен. Они были женаты с 1960 по 1971 год, у них родился сын.

## Избранная фильмография
| Год       |   | Русское название                           | Оригинальное название            | Роль                                  |
| --------- | - | ------------------------------------------ | -------------------------------- | ------------------------------------- |
| 1955—1965 | с | Альфред Хичкок представляет                | Alfred Hitchcock Presents        | разные персонажи                      |
| 1956      | ф | Искатели                                   | The Searchers                    | Лори Йоргенсен                        |
| 1956      | ф | Осенние листья                             | Autumn Leaves                    | Вирджиния Хенсон                      |
| 1956      | ф | Не тот человек                             | The Wrong Man                    | Роуз Балестреро                       |
| 1960      | с | Сумеречная зона                            | The Twilight Zone                | Миллисент Барнс                       |
| 1960      | ф | Психо                                      | Psycho                           | Лайла Крейн                           |
| 1962      | ф | Человек, который застрелил Либерти Вэланса | The Man Who Shot Liberty Valance | Хелли Стоддард                        |
| 1963      | с | Беглец                                     | The Fugitive                     | Моника Уэллс                          |
| 1966—1971 | с | Бонанза                                    | Bonanza                          | миссис Эйприл Кристофер / Сара Лоуэлл |
| 1969      | с | ФБР                                        | The F.B.I.                       | Кейт Берк                             |
| 1970      | с | Дымок из ствола                            | Gunsmoke                         | доктор Сэм Мактэвиш                   |
| 1970—1973 | с | Доктор Маркус Уэлби                        | Marcus Welby, M.D.               | Дженет Девани / Хелен Вагнер          |
| 1971      | с | Гавайи 5-O                                 | Hawaii Five-O                    | Флора Уайтинг                         |
| 1973      | с | Коломбо                                    | Columbo                          | Вивека Скотт                          |
| 1975      | с | Улицы Сан-Франциско                        | The Streets of San Francisco     | Кэтрин Уайатт                         |
| 1981      | с | Частный детектив Магнум                    | Magnum, P.I.                     | Джоан Гибсон                          |
| 1982—1984 | с | Лодка любви                                | The Love Boat                    | разные персонажи                      |
| 1982      | ф | Психо 2                                    | Psycho 2                         | Лайла Лумис                           |
| 1984—1987 | с | Отель                                      | Hotel                            | разные персонажи                      |
| 1985—1991 | с | Она написала убийство                      | Murder, She Wrote                | разные персонажи                      |
| 1995      | ф | Отдельная жизнь                            | Separate Lives                   | доктор Рут Голдин                     |